# Cintura di rocce verdi del Bird River
La cintura di rocce verdi del Bird River è una cintura di rocce verdi risalenti all'Archeano e situata nella provincia canadese di Manitoba.